# Čona
La Čona (in russo Чона?) è un fiume della Russia siberiana orientale  (Oblast' di Irkutsk e Jacuzia), affluente di destra del Viljuj.
Ha origine nella parte sudorientale dell'Altopiano della Siberia Centrale e scorre dapprima in direzione settentrionale, parallelamente e a pochi chilometri di distanza dal corso della Tunguska Inferiore; piega successivamente verso nord-est e confluisce poco dopo nel Viljuj, a 1 510 km dalla foce. L'ultima parte del suo corso (170 km) è allagata dal Bacino del Viljuj, vastissimo bacino artificiale formato in seguito allo sbarramento del Viljuj nei pressi di Černyševskij. I maggiori affluenti del fiume sono Vakunajka e Ičoda dalla destra idrografica, Delingde e Džekinde dalla sinistra.
Il fiume non incontra centri urbani di rilievo nel suo corso; gela, mediamente, da ottobre a maggio.